# Саламинянки
«Саламинянки» — трагедия древнегреческого драматурга Эсхила (первая половина V века до н. э.), часть тетралогии, посвящённой Аяксу Теламониду. Её текст почти полностью утрачен.
В пьесе рассказывается о том, как Тевкр возвращается из Трои на Саламин и рассказывает отцу, Теламону, о гибели Аякса. Услышав отцовское проклятие, он уходит в изгнание. Хор здесь составляют саламинские женщины, встречающие Тевкра. От всего текста осталось только несколько небольших отрывков (216—220 Radt). К тому же циклу принадлежали трагедии «Суд об оружии» и «Фракиянки», тоже почти полностью утраченные.